# شهرستان مارجیبای
شهرستان مارجیبای (به لاتین: Margibi County) یکی از ۱۵ شهرستان کشور لیبریا است که در غرب آن واقع شده‌است. شهرستان مارجیبای ۲٬۶۱۶ کیلومتر مربع مساحت و ۱۹۹٬۶۸۹ نفر جمعیت دارد.